# Broomtrichloride
Broomtrichloride is een anorganische verbinding, een interhalogeen, met de formule {\displaystyle {\ce {BrCl3}}}.